# Primula odontocalyx
Primula odontocalyx là một loài thực vật có hoa trong họ Anh thảo. Loài này được (Franch.) Pax miêu tả khoa học đầu tiên năm 1905.